# Charles Crupelandt
Charles Crupelandt (Wattrelos, 23 de octubre de 1886-Roubaix, 18 de febrero de 1955) fue un ciclista francés profesional de 1904 a 1914. Fue a la I Guerra Mundial y volvió hecho un héroe, con la Croix de Guerre. Tres años después de la paz, sin embargo, fue condenado a una pena de dos años. La Unión Vélocipédique le prohibió correr de por vida en 1914, posiblemente a petición de sus rivales en el ciclismo.

## Palmarés
1910
- 1 etapa del Tour de Francia

1911
- 2 etapas del Tour de Francia

1912
- París-Roubaix
- 1 etapa del Tour de Francia

1913
- París-Tours
- 3.º en el Campeonato de Francia en Ruta

1914
- París-Roubaix
- Campeonato de Francia en Ruta

## Resultados en el Tour de Francia
- Tour de Francia 1906 : abandono
- Tour de Francia 1907 : abandono
- Tour de Francia 1910 : 6.º y vencedor de una etapa
- Tour de Francia 1911 : 4.º y vencedor de dos etapas
- Tour de Francia 1912 : abandono y ganador de etapa
- Tour de Francia 1913 : abandono
- Tour de Francia 1914 : abandono